# Latur
Latur è una città dell'India di 299.828 abitanti, capoluogo del distretto di Latur, nello stato federato del Maharashtra. In base al numero di abitanti la città rientra nella classe I (da 100.000 persone in su).

## Geografia fisica
La città è situata a 18° 23' 60 N e 76° 34' 60 E e ha un'altitudine di 630 m s.l.m..

## Società

### Evoluzione demografica
Al censimento del 2001 la popolazione di Latur assommava a 299.828 persone, delle quali 156.477 maschi e 143.351 femmine. I bambini di età inferiore o uguale ai sei anni assommavano a 43.423, dei quali 22.813 maschi e 20.610 femmine. Infine, coloro che erano in grado di saper almeno leggere e scrivere erano 210.289, dei quali 120.669 maschi e 89.620 femmine.